# Ngoudjeng
Ngoudjeng (ou Ngoudjene, Ngoudjieng) est un village du Cameroun situé dans le département du Dja-et-Lobo et la région du Sud, sur la route qui relie Olounou à Oveng, à proximité de la frontière avec le Gabon. Il fait partie de la commune d'Oveng.

## Population
La plupart des habitants sont des Fang.
En 1963, Ngoudjeng comptait 237 habitants. Lors du recensement de 2005, 279 personnes y ont été dénombrées.

## Infrastructures
Ngoudjeng dispose d'un marché mensuel et d'une école protestante.